# Potidaia

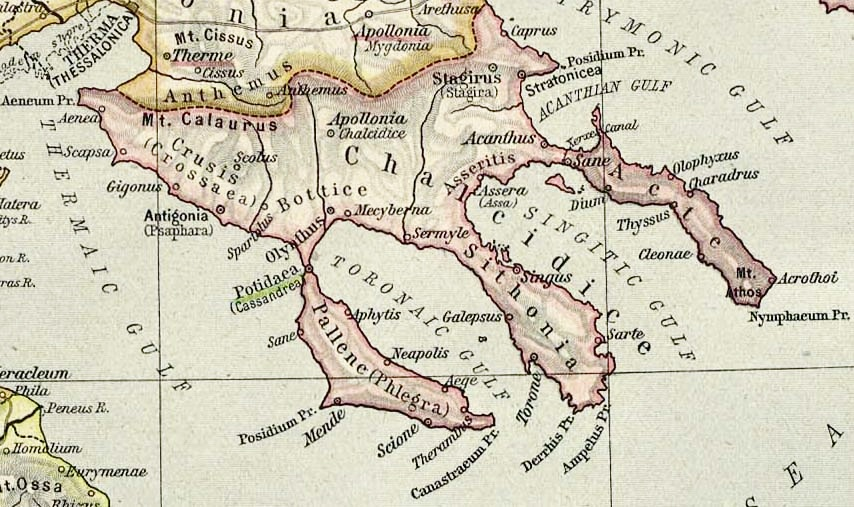
Karta över Chalkidike med Potidaia utmärkt

Potidaia (grekiska: Ποτίδαια, Potidaia, modern översättning: Potidea) var en koloni grundad av korinthierna omkring 600 f.Kr. vid den smalaste platsen i Pallene (nuvarande Kassandra) på Chalkidikes västra punkt i vad som var Thrakien i antikens Grekland. Potidaia förde handel med Makedonien och blev snart inblandat i konflikterna mellan Aten och Korinth inom det attiska sjöförbundet.
Folket revolterade mot Aten 432 f.Kr., men staden blev belägrad under det peloponnesiska kriget och intogs genom slaget vid Potidaia 430 f.Kr. Atenarna höll kvar staden till 404 f.Kr., då den överlämnades till Chalkidike.
Atenarna återtog dock staden 363 f.Kr., men sju år senare föll Potidaia i Filip II:s av Makedonien händer. Staden förstördes och dess territorium överlämnades till olynthierna. Kassandros lät bygga en stad på samma plats år 316 f.Kr, vilken fick namnet Kassandria.
Den nuvarande staden Nea Potidaia ligger nära den antika platsen.